# Lichfield Crater
Pour un article plus général, voir Sites funéraires et mémoriels de la Première Guerre mondiale (Front Ouest).
Le Lichfield Crater est un cimetière militaire canadien de la Première Guerre mondiale situé sur le territoire de la commune de Thélus dans le département français du Pas-de-Calais.  

## Histoire
De nombreux tunnels sont creusés dans la crête de Vimy. C'est dans l'un d'eux que le 29 avril 1916, les Allemands font sauter des charges installées. L'explosion qui crée le cratère fait trois victimes: A. Mellor, R. Travis et A. Stubbs. Les corps retrouvés de Mellor et Travis sont enterrés dans le cimetière militaire du Cabaret-Rouge.

## Historique du cimetière
Le 9 avril 1917, le 24e Bataillon de l'infanterie canadienne (24th Battalion (Victoria Rifles), CEF) attaque les défenses allemandes situées sur la crête. Après l'offensive, les morts sont regroupés et enterrés dans les cimetières créés alentour.
Parmi les cratères les plus vastes, ceux repérés CB1 et CB2A sont choisis pour l'inhumation des nombreux morts abandonnés sur le champ de bataille des 9 et 10 avril 1917. Après que les corps soient ensevelis, l'architecte William Harrison Cowlishaw crée le monument en forme d'arc de cercle.

## Description du cimetière
Transformés en cimetières, les cratères perdent leur nom militaire pour s'appeler Lichfield Crater (CB2A) et Zivy Crater (CB1)
Ce sont 56 Canadiens tombés en avril 1917 qui gisent dans le cratère Lichfield (dont 15 inconnus). Les noms des victimes identifiées sont inscrits sur des panneaux situés au pied de la Croix du Sacrifice.
Un soldat russe fait partie des inconnus de ce cimetière (sans qu'on ne sache s'il s'agit un prisonnier, ou d'un observateur rattaché à l'armée française, ou britannique).
Le sergent Ellis Wellwood Sifton (en), mort le 9 avril 1917 sur le front, obtient, le 8 juin 1917, la Croix de Victoria.
Après la guerre, le corps du soldat britannique du South Lancashire Regiment, Albert Stubss, décédé en avril 1916 est mis à jour sur le bord du cratère Lichfield. Il sera déplacé de quelques mètres pour être inhumé dans le cimetière canadien. Il repose sous l'unique stèle individuelle .
Le site est entretenu par le Commonwealth War Graves Commission.

### Sépultures
| Pays        | Sépultures |
| ----------- | ---------- |
| Royaume-Uni | 5          |
| Canada      | 52         |
| Total       | 57         |

### Galerie

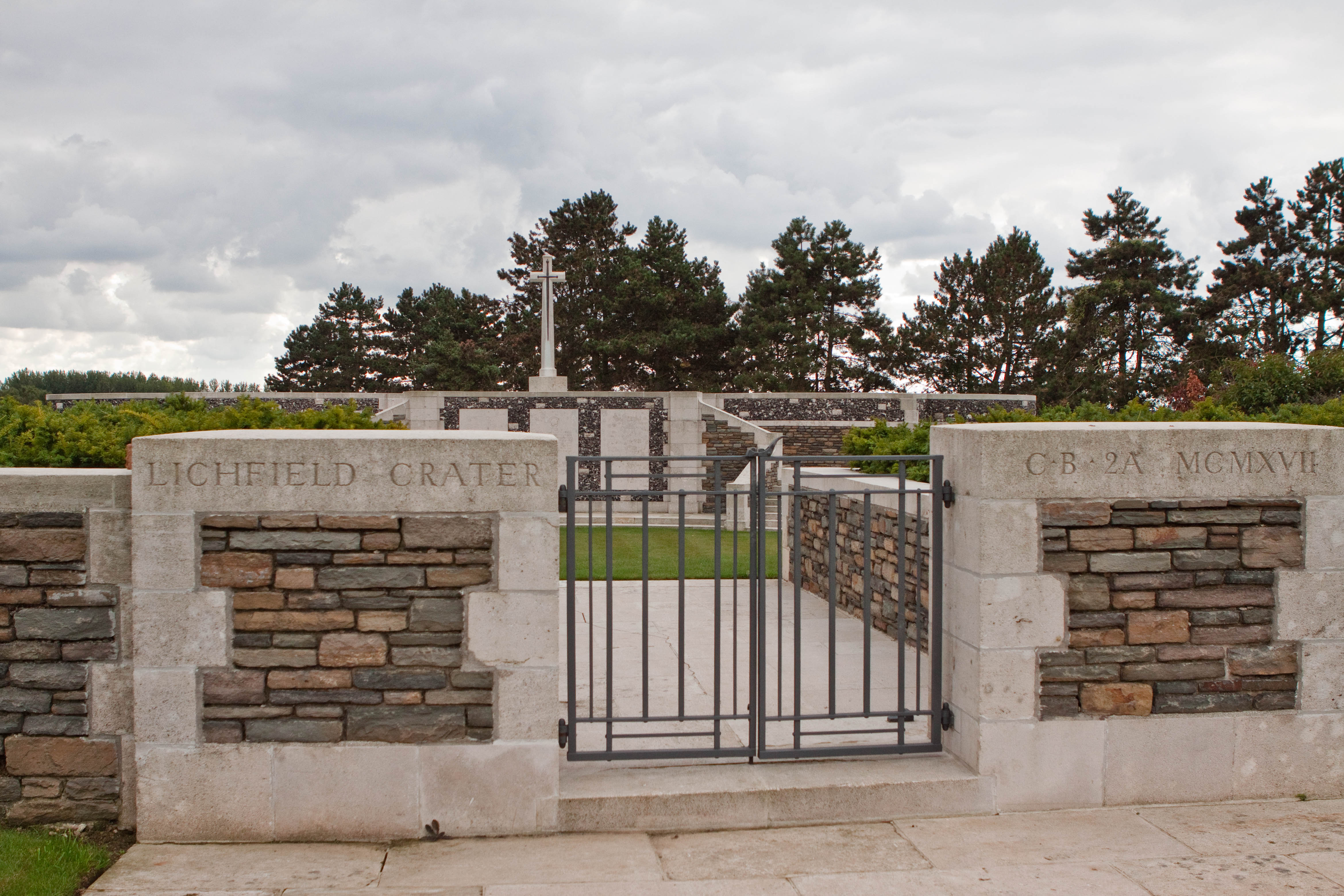
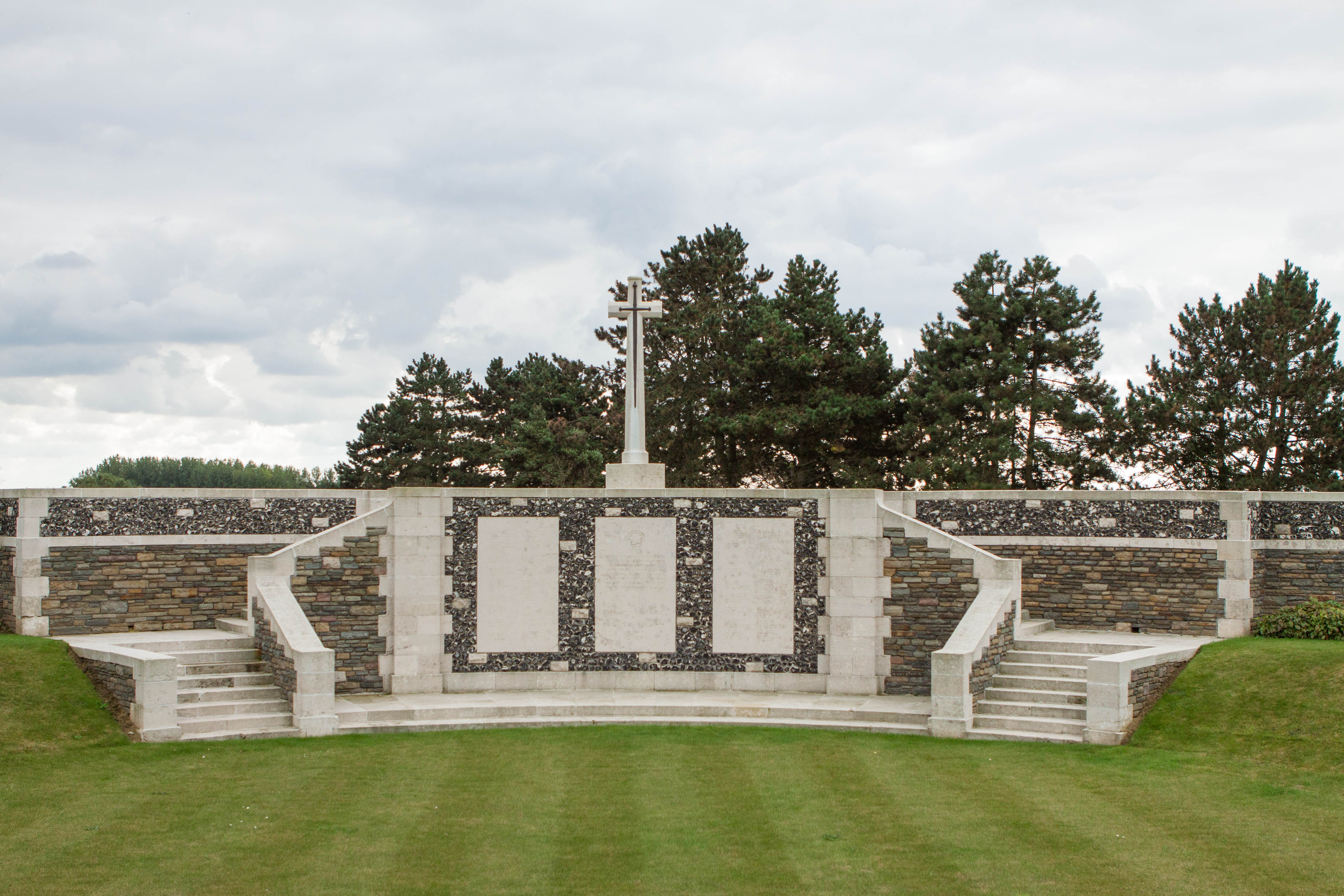
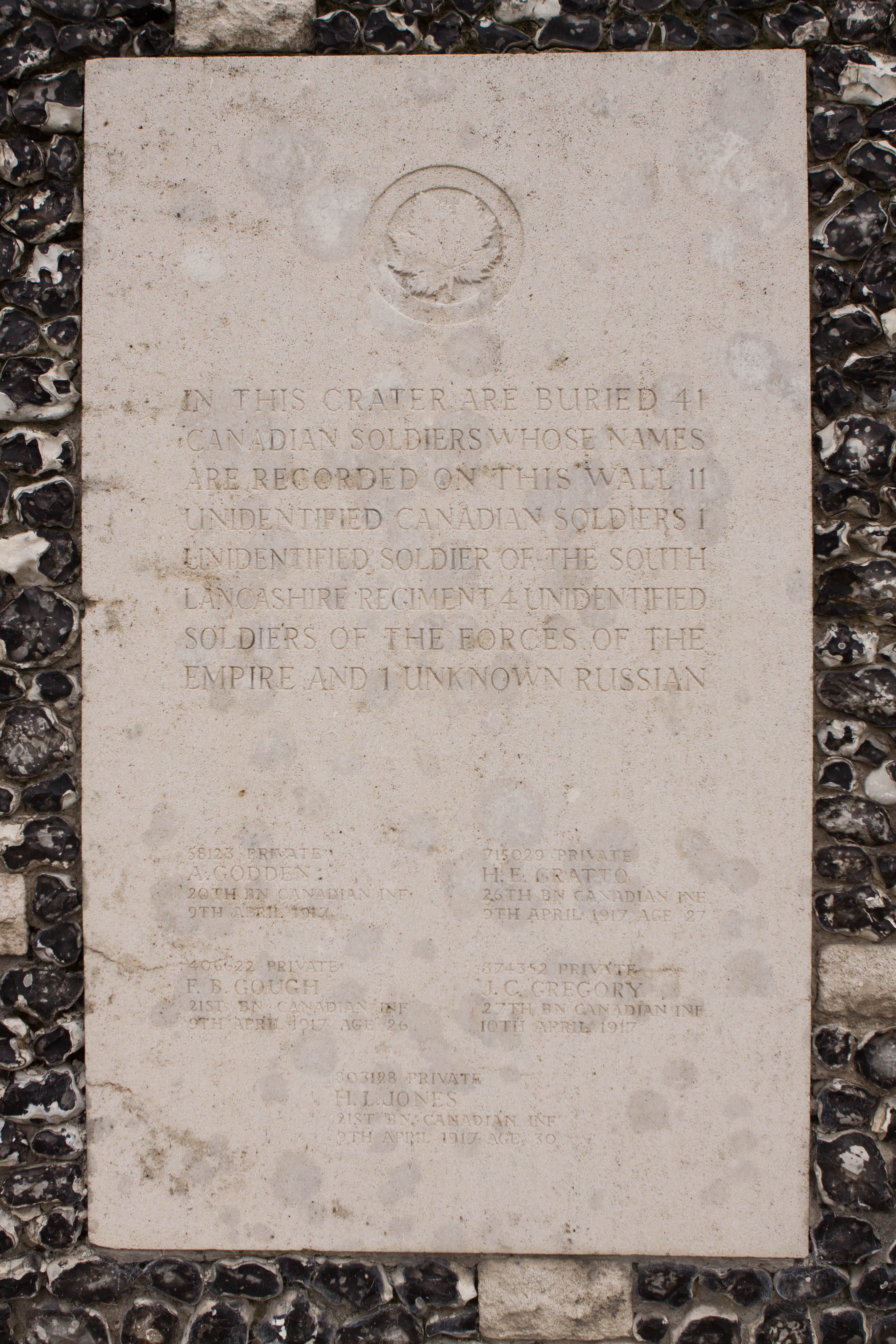
Plaque portant les noms de soldats tombés lors de l'explosion.
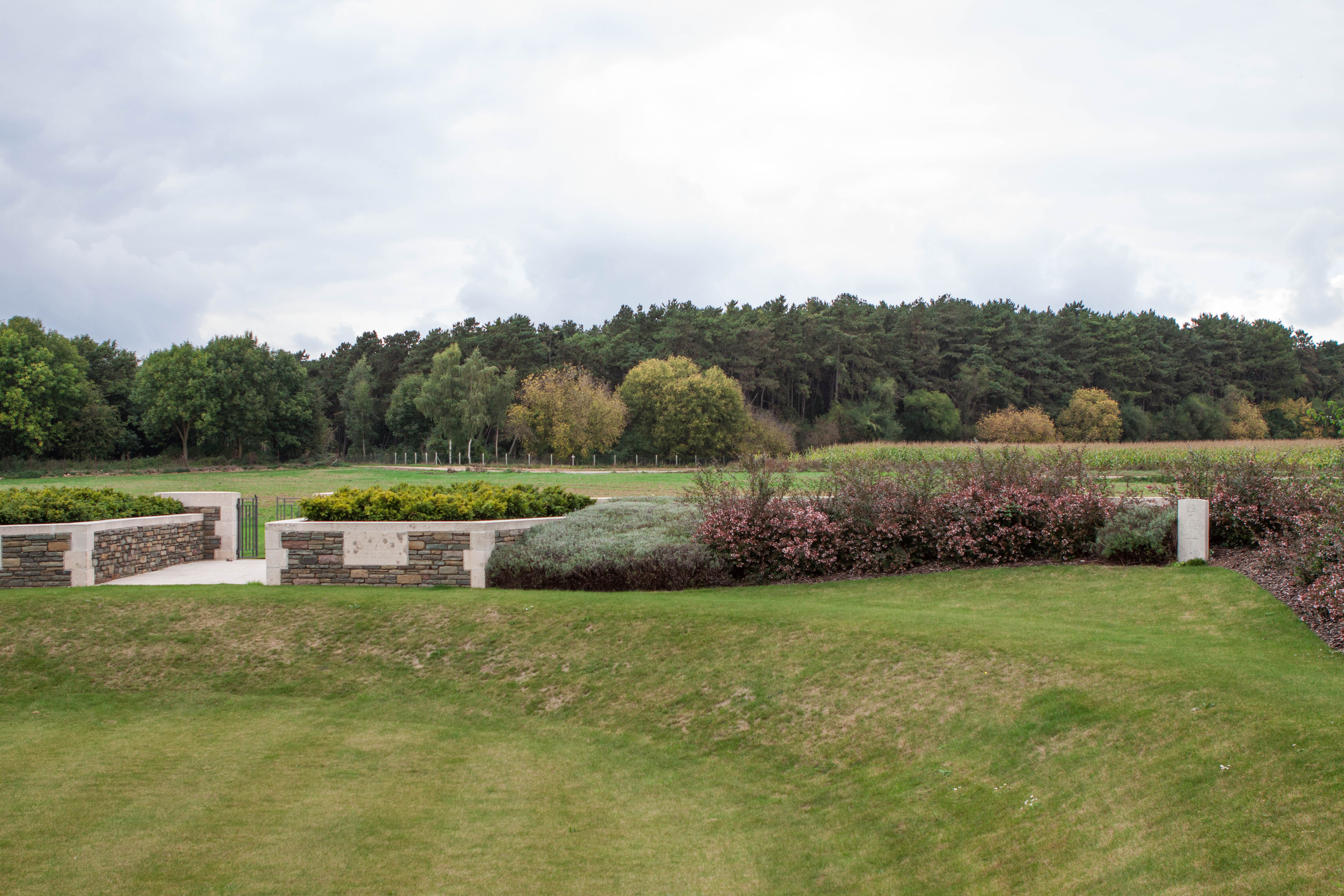
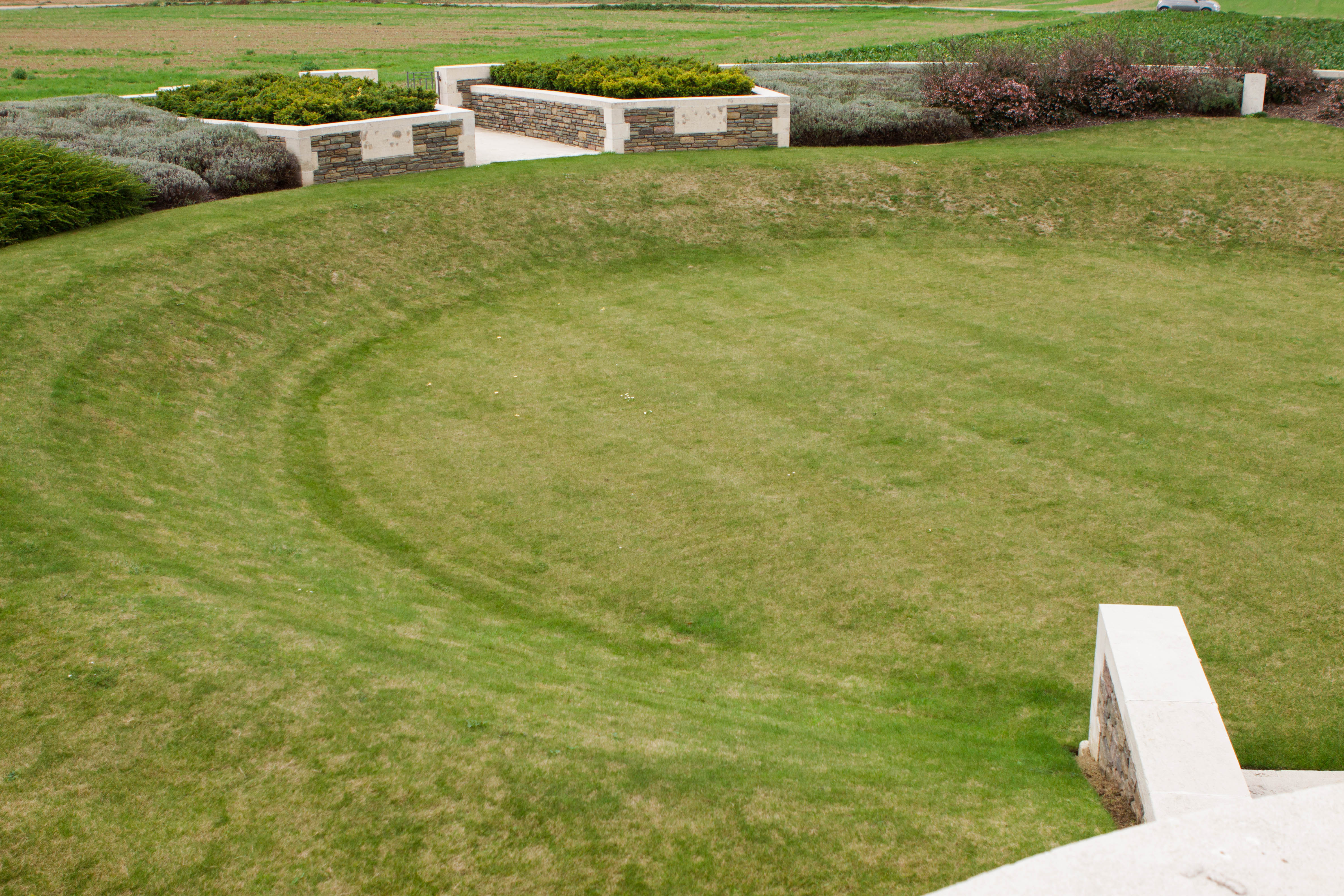
Traces du cratère.

## À proximité du cimetière
- Mémorial de Vimy
- Zivy Crater
- Forêt de Vimy